# Maradash
Maradash (tiếng Ả Rập: مرداش, cũng đánh vần Mirdash) là một ngôi làng Syria nằm ở phó huyện Shathah thuộc huyện Al-Suqaylabiyah, Hama. Theo Cục Thống kê Trung ương Syria (CBS), Maradesh có dân số năm 1899 trong cuộc điều tra dân số năm 2004. Nó có dân số 600 vào đầu những năm 1960. Cư dân của nó chủ yếu là Alawites.